# Nguyễn Phúc Mão
Bài này viết về hoàng tử con vua Gia Long, về công tử có cùng tên gọi, xem Nguyễn Phúc Khoát.
Nguyễn Phúc Mão (chữ Hán: 阮福昴; 25 tháng 10 năm 1813 – 18 tháng 8 năm 1868), tước phong Từ Sơn công (慈山公), là một hoàng tử con vua Gia Long nhà Nguyễn trong lịch sử Việt Nam.

## Tiểu sử
Hoàng tử Mão sinh ngày 2 tháng 10 (âm lịch) năm Quý Dậu (1813), là con trai thứ 13, và cũng là út nam của vua Gia Long, mẹ là Chiêu dung Nguyễn Văn Thị Tần.

### Thời Minh Mạng
Năm Minh Mạng thứ 6 (1825), hoàng đệ Mão được phong làm Từ Sơn công (慈山公).
Tết Nguyên Đán năm Minh Mạng thứ 14 (1833), hoàng tử Đức Thọ công Miên Nghi, hoàng đệ An Khánh công Quang và Từ Sơn công Mão phụng mệnh đi tế lễ các miếu thay vua, vì chậm trễ lỡ việc nên cả ba dâng sớ nhận lỗi. Vua nói rằng: “Ngày thường, ta dạy con em, chắc là cả đình thần đều biết, không ngờ lũ ấy quen tính dong chơi, gặp việc, chẳng biết kinh sợ, ta là cha anh, thực cũng khó chối được cái lỗi dạy bảo không nghiêm”. Tôn nhân phủ bàn xét, Đức Thọ công và An Khánh công đều bị phạt lương 1 năm, còn Từ Sơn công vì trễ nãi mà bỏ việc tế, phạt lương 4 năm.
Vua lại cho rằng bộ Lễ và viện Đô sát điềm nhiên không tham hặc về việc ấy, bèn hỏi thì họ đều cho là vì gặp ngày tết, chưa kịp dâng trình. Vua nói: “Ta đã từng dụ bảo tận mặt, hễ có việc gì phải tâu, thì không câu nệ là ngày tết. Vậy mà các ngươi lại lót miệng bằng cớ đó thì có nên không? Bộ và Viện đáng lẽ có lỗi đấy, nhưng nghĩ, nếu nay giao xuống để xét, thì tựa hồ con em ta có lỗi mà giận lây đến người bên cạnh, nên hẵng tạm tha. Từ nay, phàm các hoàng tử, các tước công và văn võ đại thần, nếu ai có lầm lỗi thì nên tức khắc chỉ tên mà tham hặc, không được chậm chạp quanh co nghe ngóng”.
Năm thứ 20 (1839), phủ thuộc của Từ Sơn công Mão là Nguyễn Văn Bình tự tiện giết hươu của công, cắt bỏ thẻ đồng đi (thẻ đồng dùng để đánh dấu thú nuôi của triều đình), nói dối là hươu rừng đem biếu ông. Từ Sơn công không biết nên thu nhận. Việc phát giác, lũ Bình bị tội phát phối đi làm lao dịch ở Trấn Tây Thành, mãn hạn xử đánh 100 trượng sung làm binh. Còn Từ Sơn công bị phạt 1 năm lương bổng, nhưng cho thực chất chỉ phạt nửa năm, còn nửa năm còn lại cho ghi vào sổ.
Năm thứ 21 (1840), vua cho đúc các con thú bằng vàng để ban thưởng cho các hoàng thân anh em, các hoàng tử công và hoàng tử chưa được phong tước. Từ Sơn công Mão được ban cho một con kỳ lân bằng vàng nặng 3 lạng 4 đồng cân.

### Thời Thiệu Trị
Năm Thiệu Trị thứ nhất (1841), vua xuống dụ miễn cho các thân công Kiến An, Định Viễn, Diên Khánh, Điện Bàn, Thường Tín, An Khánh và Từ Sơn, đều là hoàng thúc của vua, khỏi phải lạy ngày thường chầu, trừ khi triều hội và các điển lễ lớn.
Năm thứ 3 (1843), vua đều miễn cho các hoàng thúc không phải dâng rượu mừng các lễ chúc thọ, lại cho thứ bậc chỗ ngồi trên các hoàng thân khác.
Năm thứ 4 (1844), tế trời đất ở đàn Nam Giao. Lễ xong, vua thưởng cho hoàng thân và các quan văn võ kim tiền, ngân tiền theo thứ bậc. Các hoàng thúc của vua đều được ban thêm một đồng kim tiền lớn hạng nhất có chữ Long vân khế hội.

### Thời Tự Đức
Năm Tự Đức thứ 7 (1854), tháng 2 (âm lịch), vua đến thăm nhà Thái học, Từ Sơn công Mão theo hầu, vâng lệnh vua ông làm 10 bài thơ Thị học đem đệ trình lên. Những bài thơ đó vua Tự Đức xem qua, rất khen ngợi, cho chép vào tập thơ Tích Ung canh ca hội tập.
Năm thứ 18 (1865), vua thấy hoàng thân Từ Sơn công tuổi cao đức cả nên miễn cho lạy những khi thường triều, nghe chính sự hay khi yến tiệc, điều gì đáng phải sụp lạy thì đều cho lạy ở chỗ ngồi, hoặc đứng dậy, lấy 2 tay chắp lên ngang trán.
Năm thứ 21 (1868), ngày 1 tháng 7 (âm lịch), Từ Sơn công mất, thọ 56 tuổi, được ban thụy là Ôn Thận (溫慎). Mộ của ông được táng tại làng Thanh Thủy Thượng (nay thuộc phường Thủy Dương, thị xã Hương Thủy, Huế), còn phủ thờ dựng ở Xuân Hòa (nay là phường Hương Long, Huế).

## Gia quyến
Số người con của Từ Sơn công Mão do các tài liệu ghi lại còn nhiều mâu thuẫn.
- Từ Đàn, công tử trưởng, được ân phong làm Mộc Đức hầu[2]. Công tử Từ Đàn có người cháu nội là Công tôn Thể Linh. Thể Linh sinh Tôn Thất Dương Kỵ, là một nhà trí thức Việt Nam. Dương Kỵ lấy bà Trần Xuân Huệ Phương, là cháu nội của Đề đốc Trần Xuân Soạn.
- Từ Cương, công tử thứ, được ân phong làm Tân Ân hầu, sau tập phong làm Từ Sơn Huyện công. Con trai là Công tôn Thế Cẩm tập phong Huyện hầu[2].